# كشف المخدرات لشرح أخصر المختصرات
كَشْف الْمُخَدَّرَات لِشَرْح أَخْصَر الْمُخْتَصَرَات هو كتاب شرح لأخصر المختصرات من تأليف عبد الرحمن البعلي (1110 – 1192هـ / 1698 – 1778م).

## المؤلف

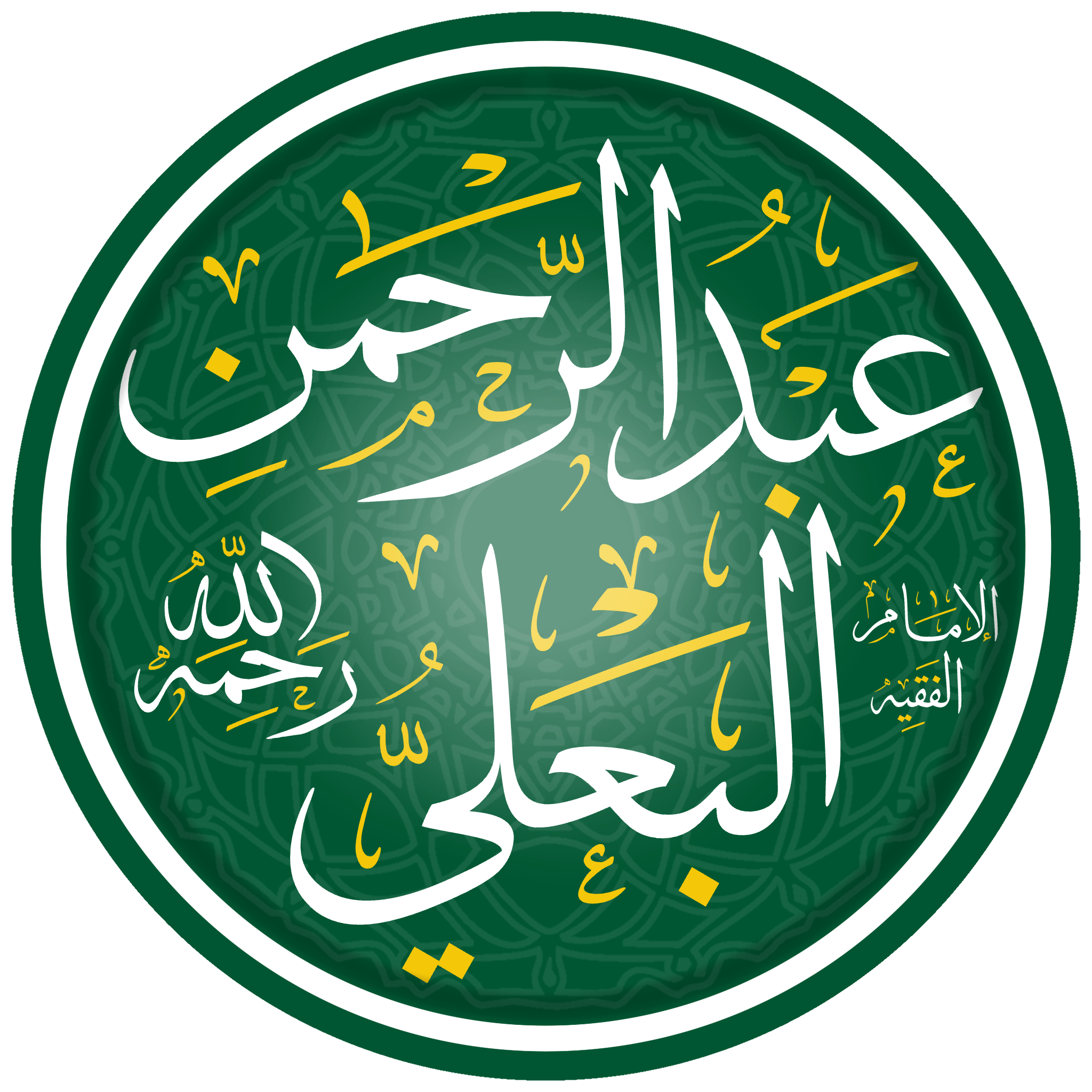
تخطيط اسم عبد الرحمن البعلي بخط الثُّلُث، مؤلف كتاب كشف المخدرات.

هو الشيخ الفقيه عبد الرحمن بن عبد الله بن أحمد بن محمد بن أحمد بن محمد بن مصطفى الحلبي البعلي الدمشقي الحنبلي المعروف اختصارًا بـ عبد الرحمن البعلي أو البعلي، وُلِد بدمشق في يوم الأحد 12 جمادى الأولى 1110هـ/1698م، نشأ البعلي في بيت علم حيث كان جد والده وجده ووالده علماء وكان إخوانه بارزين في الفقه الإسلامي وخصوصًا الحنبلي مثل أخيه محمد وأخيه أحمد، وتعلَّم الفقه الحنبلي عند عوَّاد النابلسي وأبو المواهب الحنبلي وعبد القادر التغلبي، تُوفِي بحلب في سنة 1192هـ/1778م.

## زمن التأليف
لم يصرِّح البعلي بتاريخ بداية كتابته لكشف المخدرات، ولكن صرَّح بتاريخ انتهاءه منه في نسخة المكتبة الصديقية، وانتهى منها في يوم عرفة 9 ذو الحجة 1138هـ؛ أي أنه شرح أخصر المختصرات وله من العمر 28 سنة.

## ثناء العلماء عليه
- قال ابن بدران (ت 1346هـ): «شرحه هذا مُحَررٌ منقَّحٌ، كثير النَّفْع للمبتدئين».[9]
- كان عبد الله بن حميد (ت 1402هـ) يُثنِي كثيراً على شرح البعلي.[10]

### فهرس المراجع
منشورات
1. ↑  البعلي (2002)، ص. 9.
2. ↑  المرادي (1988)، ج. 2، ص. 304.
3. 1 2  الزركلي (2002)، ج. 3، ص. 314.
4. ↑  البعلي (2002)، ص. 10.
5. ↑  البعلي (2017)، ص. 11.
6. ↑  المرادي (1988)، ج. 2، ص. 308.
7. ↑  البعلي (2002)، ص. 16.
8. ↑  ابن بلبان (2017)، ص. 22.
9. ↑  ابن بدران (1981)، ص. 445.
10. ↑  ابن بلبان (1996)، ص. 10.

### بيانات المراجع (مُرتَّبة حسب تاريخ النشر)
- ابن بدران (1981)، المدخل إلى مذهب الإمام أحمد بن حنبل، تحقيق: عبد الله بن عبد المحسن التركي (ط. 2)، مؤسسة الرسالة، OCLC:956881339، QID:Q124424628{{استشهاد}}:  صيانة الاستشهاد: ref duplicates default (link)
- محمد خليل المرادي (1988)، سلك الدُّرر في أعيان القرن الثاني عشر (ط. 3)، بيروت: دار البشائر الإسلامية، دار ابن حزم، OCLC:43676770، QID:Q124052566
- ابن بلبان الحنبلي (1996)، كتاب أخصر المختصرات: في الفقه على مذهب الإمام أحمد بن حنبل، تحقيق: محمد بن ناصر العجمي (ط. 1)، بيروت: دار البشائر الإسلامية، LCCN:96963279، OCLC:476352666، OL:53037179M، QID:Q131552453
- خير الدين الزركلي (2002)، الأعلام: قاموس تراجم لأشهر الرجال والنساء من العرب والمستعربين والمستشرقين (ط. 15)، بيروت: دار العلم للملايين، OCLC:1127653771، QID:Q113504685
- عبد الرحمن البعلي (2002)، كشف المخدرات والرياض المزهرات لشرح أخصر المختصرات، تحقيق: محمد بن ناصر العجمي (ط. 1)، بيروت: دار البشائر الإسلامية، ج. 1، QID:Q132528432
- ابن بلبان الحنبلي (2017). أخصر المختصرات. تحقيق: عبد العزيز بن عدنان العيدان، أنس بن عادل اليتامى (ط. 1). الكويت: دار ركائز. ISBN:978-603-8219-18-8. QID:Q131552409.
- عبد الرحمن البعلي (2017)، بداية العابد وكفاية الزاهد، تحقيق: أنس بن عادل اليتامى، عبد العزيز بن عدنان العيدان (ط. 1)، الكويت: دار ركائز، QID:Q133256783